# روابط خارجی افغانستان

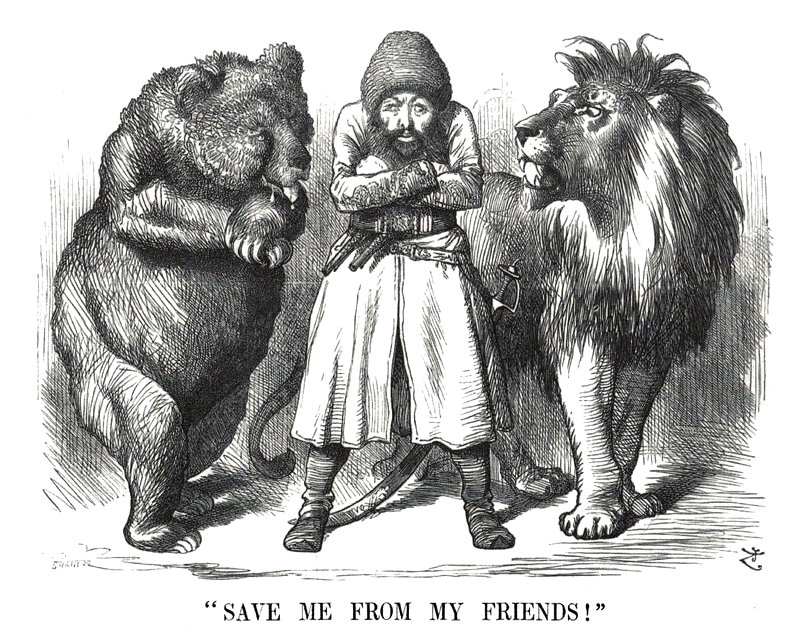
کاریکاتور «بازی بزرگ» منتشر شده در ۳۰ نوامبر ۱۸۷۸، در اشاره به روابط خارجی افغانستان. امیر افغانستان شیرعلی خان کلافه از متحدانش روسیه (خرس) و بریتانیا (شیر) می‌گوید: «مرا از دست دوستانم نجات دهید!»

از زمان استقلال افغانستان در سال ۱۲۹۸، این کشور دو بار توسط امپراتوری بریتانیا اشغال گردید و تا زمان اعلان استقلال آن توسط امان‌الله خان در ۱۲۹۸ سیاست خارجی افغانستان زیر نظر مستقیم امپراتوری بریتانیا بود. پس از اعلام استرداد استقلال افغانستان، این کشور روابط مستقیم خود را با کشورهای دیگر برقرار ساخت.

## روابط خارجی افغانستان

### منطقه آسیا
به لحاظ دوران طولانی تاریخ و فرهنگ مشترک با ایران، افغانستان در بین همسایگان پیوسته بیشترین روابط را با ایران داشته‌است. همچنین مهاجرت بی‌نظیر افغان‌ها به ایران طی بروز جنگ‌های مختلف در کشور و همچنین کمک‌های گاهی مالی و نظامی به بعضی از گروه‌های اسلامی توسط دولت ایران نیز بر تحکیم برخی این روابط سایه افکنده است.